# Gerhard Tremmel
Gerhard Tremmel (Monaco di Baviera, 16 novembre 1978) è un ex calciatore tedesco, di ruolo portiere.
Dopo aver militato nelle giovanili di Bayern e Monaco 1860, ha vestito le divise di Unterhaching, Hannover e Hertha Berlino.

## Palmarès

### Competizioni nazionali
- Coppa di Lega inglese: 1

Swansea: 2012-2013